# لويد غاريت
لويد غاريت (بالإنجليزية: Lloyd Garrett)‏ هو كاتب أغاني وملحن وشاعر أمريكي، ولد في 2 يوليو 1886، وتوفي في 15 أبريل 1966.